# كرسول أجرد الأوراق
كرسول أجرد (الاسم العلمي:Crassula glabrifolia) هو نوع نباتي يتبع جنس الكرسول من فصيلة الكرسولية.